# Wspólnota administracyjna Marktl
Wspólnota administracyjna Marktl – wspólnota administracyjna (niem. Verwaltungsgemeinschaft) w Niemczech, w kraju związkowym Bawaria, w rejencji Górna Bawaria, w regionie Südostoberbayern, w powiecie Altötting. Siedziba wspólnoty znajduje się w miejscowości Marktl.
Wspólnota administracyjna zrzesza jedną gminę targową (Markt) oraz jedną gminę wiejska (Gemeinde): 
- Marktl, gmina targowa, 2 653 mieszkańców, 27,84 km²
- Stammham, 1 047 mieszkańców, 5,67 km²